# カハガス
カハガス（Kahagas）は、アメリカ合衆国のプロレスラー。フロリダ州タンパ出身。

## 来歴
2003年、地元であるフロリダ州を拠点とするインディー団体、FIP（Full Impact Pro）にてプロレスラーデビューを果たす。同年4月9日にはJCW（Jersey Championship Wrestling）にてJCWライト級王座を獲得。
2010年、活動の拠点をFUW（Florida Underground Wrestling）へと移し、11月2日にジミー・ウィップラッシュ戦にてFUWデビューし、勝利で飾った。FUWデビュー後は負け知らずであり、2011年4月12日に敗れるまで無敗だった。同年、FUWと並行してNWAの加盟団体に参戦。
2012年、カハガスのキャリアにおいて最も輝かしい年となる。3月29日、NWA加盟団体のリングウォリアーズ（Ring Warriors）にてロシアン・チェーン・デスマッチによるNWAナショナルヘビー級王座戦にて王者であるチャンス・プロフェットに挑戦して勝利し、王座を奪取。4月6日、DPW（Dynamo Pro Wrestling）にてNWA世界ヘビー級王座を保持するアダム・ピアースに挑戦するがドローとなる。6月28日にはFUWにてFUWヘビー級王者のブルース・サンティーとFUWヘビー級王座とNWAナショナルヘビー級王座を賭けたダブルタイトル戦にて勝利し、FUWヘビー級王座を奪取。以降、FUWではニュー・ジャックやウェス・ブリスコ、マイケル・ターヴァーなどを相手に王座を防衛し、11月2日にNWA DAWG（National Wrestling Alliance DAWG）にて、NWA世界ヘビー級王者が空位となったために行われた9wayエリミネーション・マッチに出場し、勝利を飾ってNWA世界ヘビー級王座を獲得した。
2013年3月16日にNWA加盟団体のBOW（Branded Outlaw Wrestling）にてロブ・コンウェイとのNWA世界ヘビー級王座戦にて敗戦し王座防衛に失敗。王座陥落後の4月20日、NWAヒューストンのイベント、Parade of ChampionsにてNWA北米ヘビー級王座を保持するバイロン・ウィルコットに挑戦して勝利し、ベルトを奪取した。

## 得意技
ホサカストリート・カッター
フィニッシャー。カッター
トーキョーモンスター・ドライバー
パイルドライバー

## 獲得タイトル
NWA
- NWA世界ヘビー級王座 : 1回
- NWAナショナルヘビー級王座 : 1回
- NWA北米ヘビー級王座 : 1回

FUW
- FUWヘビー級王座 : 1回

JCW
- JCWライト級王座 : 1回

他、アメリカのインディー団体を中心に多数のタイトルを獲得。